# Decertificazione
La decertificazione si riferisce all'eliminazione dell'obbligo di presentare certificati o atti di notorietà nei rapporti con le pubbliche amministrazioni o con privati gestori di pubblici servizi. In Italia, la decertificazione è stata introdotta con l'articolo 15 della legge 12 novembre 2011, n.183, ed è partita il 1º gennaio 2012.
In base all'articolo 15 della legge 12 novembre 2011, n.183, i certificati e gli atti di notorietà emessi dalle pubbliche amministrazioni sono utilizzabili solo nei rapporti fra privati. "Nei rapporti con gli organi della pubblica amministrazione e i gestori di pubblici servizi i certificati e gli atti di notorietà sono sempre sostituiti dalle dichiarazioni di cui agli articoli 46 e 47" del d.P.R. 28 dicembre 2000, n. 445.
Inoltre sulle certificazioni da produrre ai soggetti privati è apposta, a pena di nullità, la dicitura: "Il presente certificato non può essere prodotto agli organi della pubblica amministrazione o ai privati gestori di pubblici servizi".
Le pubbliche amministrazioni e i privati gestori di pubblici servizi possono acquisire "d'ufficio" i dati e possono in tal modo verificare quanto asserito nella dichiarazione sostitutiva.